# Castianeira trilineata
Castianeira trilineata es una especie de araña araneomorfa del género Castianeira, familia Corinnidae. Fue descrita científicamente por Hentz en 1847.
Habita en los Estados Unidos y Canadá. Trilineata proviene del latín «tres líneas». Se describe como una especie con «abdomen con tres líneas transversales de color amarillo dorado o bandas producidas por pelos».